# Ворожа (приток Вяды)
Ворожа (латыш. Voroža) — река в Латвии и России, бо́льшая часть реки протекает в Псковской области. Устье реки находится в 28 км по левому берегу реки Веды. Длина реки составляет 55 км, площадь водосборного бассейна — 184 км².

## Данные водного реестра
По данным государственного водного реестра России относится к Балтийскому бассейновому округу, водохозяйственный участок реки — Великая. Относится к речному бассейну реки Нарва (российская часть бассейна).
Код объекта в государственном водном реестре — 01030000212102000028877.